# 下丸子站
下丸子站（日语：／ Shimomaruko eki */?）是一個位於東京都大田區下丸子三丁目，屬於東急電鐵東急多摩川線的鐵路車站。車站編號是TM04。

## 年表

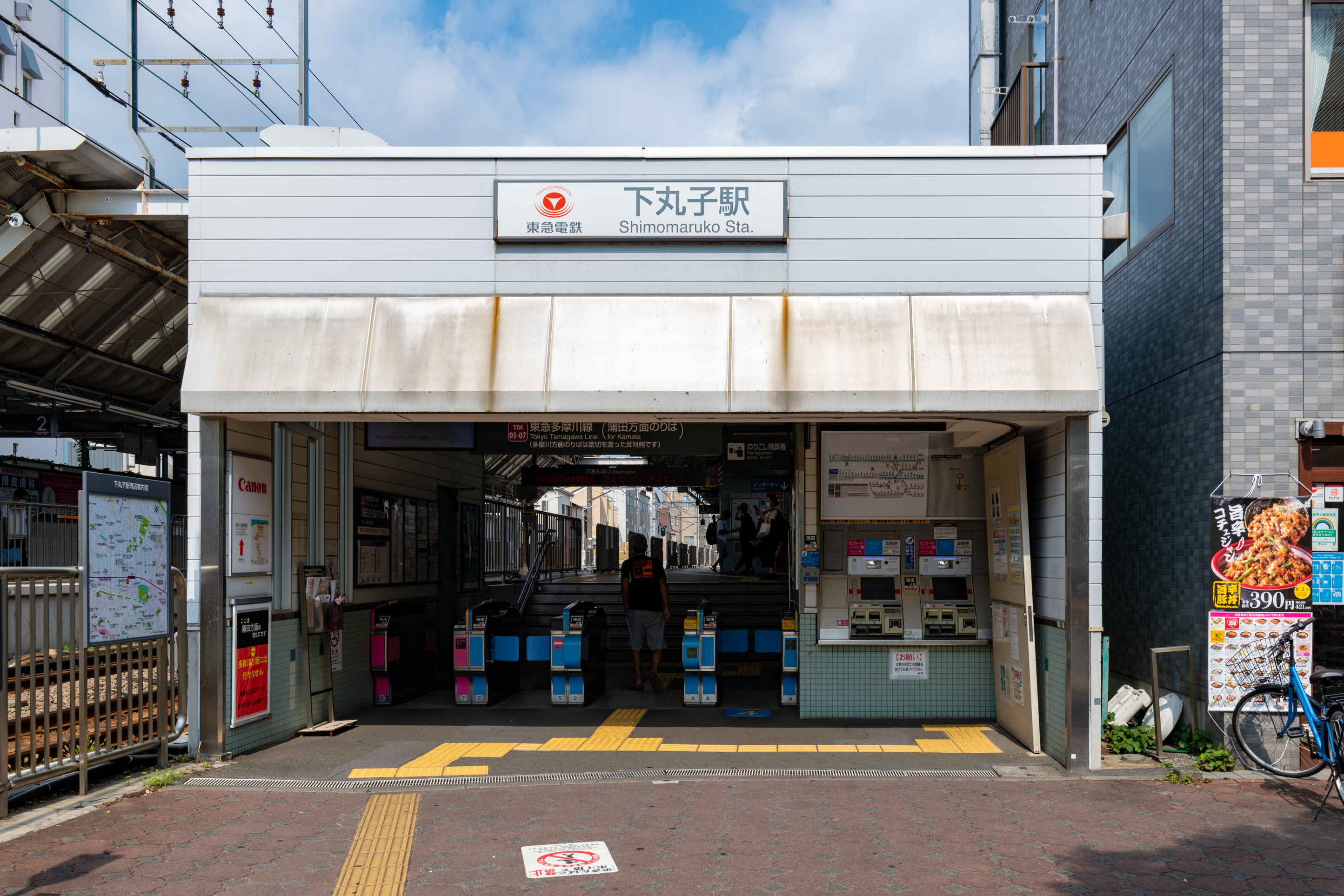
1924年（大正13年）5月2日 - 目黑蒲田鐵道車站啟用[2]。
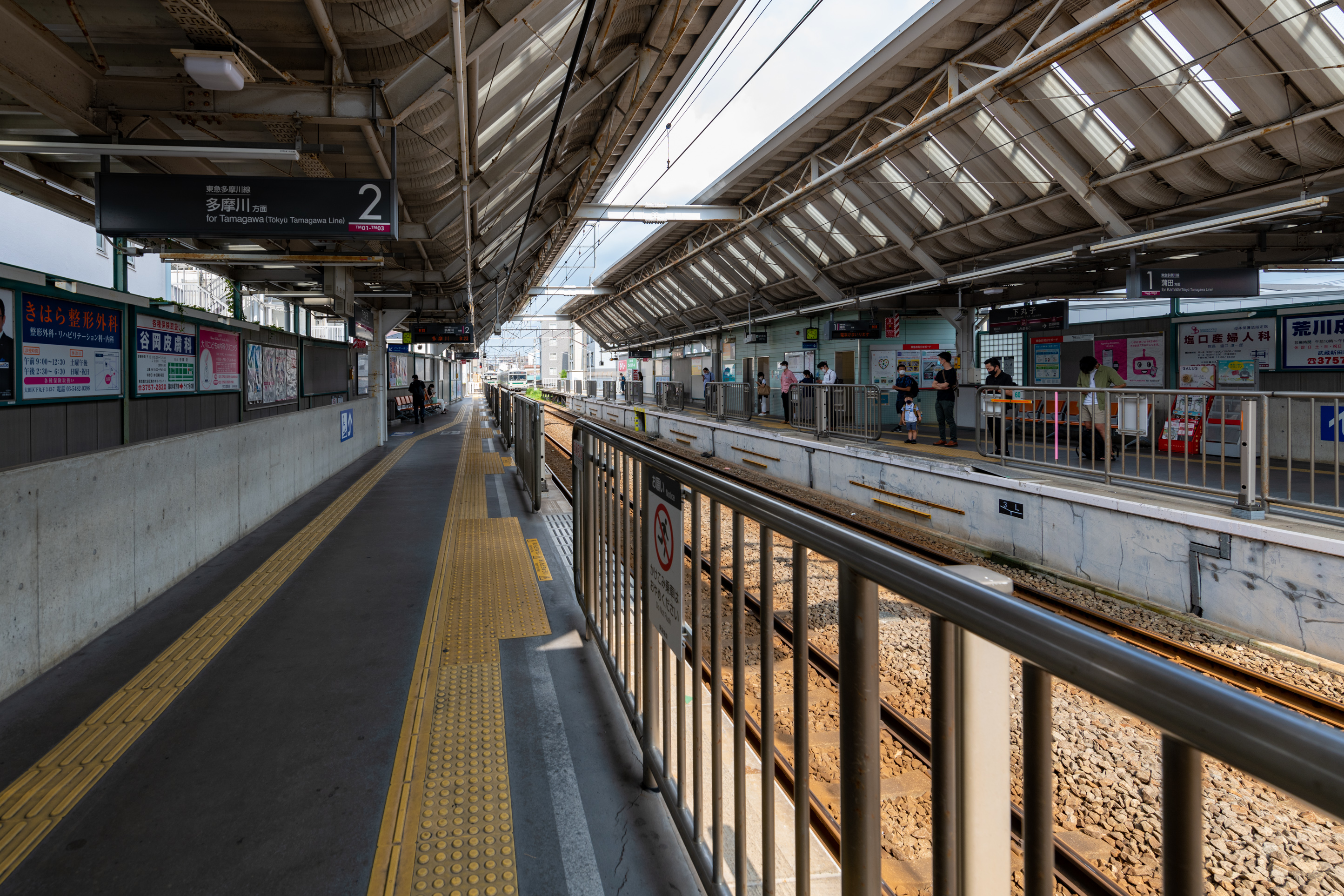
2000年（平成12年）8月6日 - 目蒲線分割成目黑線及多摩川線，車站改屬多摩川線之一部份。同時期進行站房改建與無障礙工程、增設檢票口、廢除站內平交道。
- 2010年（平成22年）9月30日 - 商店toks（日语：toks）閉店。

## 構造
本站是相對式月台2面2線地面車站。
多摩川方向月台、蒲田方向月台皆有獨立的檢票口。過去曾有站內平交道，但現已廢除。
站務室位於多摩川方向月台，廁所在蒲田方向月台。
本站南側有事業用車輛的留置線。
| 月台 | 路線         | 方向 | 目的地     |
| ---- | ------------ | ---- | ---------- |
| 1    | 東急多摩川線 | 下行 | 蒲田方向   |
| 2    | 東急多摩川線 | 上行 | 多摩川方向 |

（來源：東急電鐵:車站構內圖（页面存档备份，存于））
- 蒲田方向月台入口
（2021年8月29日）
- 月台（2021年8月29日）

## 使用情況
2017年平均每天上下車人次有36,250人。是東急多摩川線使用人次最多的中間站。
受惠於周邊的公寓建設，使用人次呈現逐年上升的趨勢。另外，瓦斯橋周邊有大型企業總部與企業設施，因此通勤時段人潮較多。
近年1日平均上下車人次、上車人次如下表。
| 年度               | 1日平均 上下車人次 | 1日平均 上車人次 | 來源     |
| ------------------ | ------------------ | ---------------- | -------- |
| 1990年（平成02年） |                    | 13,803           | [ * 1 ]  |
| 1991年（平成03年） |                    | 14,205           | [ * 2 ]  |
| 1992年（平成04年） |                    | 14,129           | [ * 3 ]  |
| 1993年（平成05年） |                    | 14,512           | [ * 4 ]  |
| 1994年（平成06年） |                    | 14,638           | [ * 5 ]  |
| 1995年（平成07年） |                    | 14,399           | [ * 6 ]  |
| 1996年（平成08年） |                    | 14,214           | [ * 7 ]  |
| 1997年（平成09年） |                    | 14,252           | [ * 8 ]  |
| 1998年（平成10年） |                    | 14,126           | [ * 9 ]  |
| 1999年（平成11年） |                    | 14,005           | [ * 10 ] |
| 2000年（平成12年） |                    | 13,649           | [ * 11 ] |
| 2001年（平成13年） |                    | 13,401           | [ * 12 ] |
| 2002年（平成14年） |                    | 13,778           | [ * 13 ] |
| 2003年（平成15年） | 29,795             | 14,609           | [ * 14 ] |
| 2004年（平成16年） | 30,990             | 15,647           | [ * 15 ] |
| 2005年（平成17年） | 32,974             | 16,626           | [ * 16 ] |
| 2006年（平成18年） | 34,970             | 17,641           | [ * 17 ] |
| 2007年（平成19年） | 35,384             | 17,902           | [ * 18 ] |
| 2008年（平成20年） | 35,633             | 18,014           | [ * 19 ] |
| 2009年（平成21年） | 35,597             | 17,981           | [ * 20 ] |
| 2010年（平成22年） | 36,050             |                  | [ * 21 ] |
| 2011年（平成23年） | 36,279             |                  | [ * 22 ] |
| 2012年（平成24年） | 36,608             |                  | [ * 23 ] |
| 2013年（平成25年） | 37,736             |                  | [ * 24 ] |
| 2014年（平成26年） | 37,857             |                  | [ * 25 ] |
| 2015年（平成27年） | 36,943             |                  | [ * 26 ] |
| 2016年（平成28年） | 35,747             | 17,986           | [ * 27 ] |
| 2017年（平成29年） | 36,250             |                  |          |

## 周邊
- 佳能本社
- 大田區民廣場
- 大田區役所（日语：大田区役所）鵜之木特別出張所
- 矢口消防署下丸子出張所
- 大田下丸子郵便局
- 目蒲醫院
- 大田區立矢口西小學校
- 昭和生活博物館（日语：昭和のくらし博物館）
- 白洋舍東京支店附設五十嵐健治紀念洗濯資料館
- 東京都道、神奈川縣道111號大田神奈川線（日语：東京都道・神奈川県道111号大田神奈川線）（瓦斯橋通）
- 瓦斯橋（日语：ガス橋）（多摩川）
- ANA訓練與教育中心 (ANA-TEC)
  - ANA集團安全教育中心 (ASEC)
- 光明寺
- 武家屋敷門（東京都指定有形文化財）
- Park House多摩川（日语：パークハウス多摩川）
- 環八千鳥住宅公園
- 西友下丸子店
- Olympic（日语：Olympicグループ）下丸子店
- 多摩川瓦斯橋綠地
- 下丸子公園
- 藥Higuchi（日语：薬ヒグチ%26ファーマライズ）下丸子店
- 三井住友銀行下丸子支店

### 巴士路線
- 下丸子站入口
  - 大田區社區巴士「たまちゃんバス」（日语：大田区コミュニティバス）（委託東急巴士池上營業所（日语：東急バス池上営業所）運行）
    - 往武藏新田站

過去曾有澀33系統（大森站 - 澀谷站）、森10系統（大森站 - 田園調布站）設置「下丸子站前」巴士站，但已於1990年代前半廢除。附近的瓦斯橋通上在1978年12月以前有「下丸子折返所」巴士站，可搭乘川65系統（川崎站 - 下丸子折返所）與蒲02系統（蒲田站 - 小杉站）。

## 名稱由來
車站所在地在古時屬丸子莊（下部地域），開業時以所在地荏原郡矢口村大字下丸子命名。

## 多摩川Art Line Project
2007年推動的多摩川Art Line Project在本站設有以下藝術作品。
- Herbie山口（日语：ハービー・山口）「地域の写真（無正式名稱）」
- 渡邊元佳「ぼ た ん」

## 相鄰車站
東急電鐵
 東急多摩川線
鵜之木（TM03）－下丸子（TM04）－武藏新田（TM05）

## 外部連結
- 下丸子（各站資訊） - 東急電鐵（日語）